# セイロン (軽巡洋艦)
|          | |
| 艦歴     | |
| 発注     | |
| 起工     | 1939年4月27日 |
| 進水     | 1942年7月30日 |
| 就役     | 1943年7月13日 |
| 退役     | |
| その後   | 1960年2月9日にペルーに移管 |
| 除籍     | |
| 性能諸元 | |
| 排水量   | 基準 8,712トン 満載 11,024トン |
| 全長     | 169.3 m (555.5 ft) |
| 全幅     | 18.9 m (62 ft) |
| 吃水     | 5.3 m (16.5 ft) |
| 機関     | アドミラリティ三胴式重油専焼水管缶4基 パーソンズ式オール・ギヤードタービン4基 蒸気タービン 4軸推進 72,500shp                                                            |
| 最大速   | 33ノット (61 km/h) |
| 乗員     | 平時650名、戦時730名 |
| 兵装     | Mark XXIII 15.2cm（50口径）三連装砲4基 Marks XVI 10.2cm（45口径）連装高角砲4基 4cm（39口径）ポンポン砲四連装2基 12.7mm（62口径）機銃四連装4基 53.3cm三連装魚雷発射管2基 |

セイロン (HMS Ceylon, 30) は、1942年進水のイギリス海軍の軽巡洋艦。セイロン級。

## 艦歴
「セイロン」は1939年4月27日にスティーブンス社で起工。1942年7月30日進水。1943年7月13日竣工。
就役後は本国艦隊に所属。次いで東洋艦隊の第4巡洋艦戦隊所属となる。「セイロン」は主に空母の護衛部隊として東南アジアの日本軍支配地域への攻撃作戦に参加した。1944年11月には太平洋艦隊所属となった。「セイロン」が参加した作戦には次のようなものがある。
- ディプロマット作戦 - 1944年3月、4月。空母「イラストリアス」、戦艦2隻、巡洋戦艦1隻などと共にトリンコマリーから出航。アメリカ空母「サラトガ」を中心とする第58.5任務群と合流しトリンコマリーに帰投。
- コックピット作戦 - 1944年4月。空母「イラストリアス」、「サラトガ」搭載機によるサバン空襲。
- トランサム作戦 - 1944年5月。空母「イラストリアス」、「サラトガ」搭載機によるスラバヤ空襲。
- ペダル作戦 - 1944年6月。アンダマン諸島のポートブレア空襲。空母「イラストリアス」が参加。
- クリムズン作戦 - 1944年7月。東洋艦隊によるサバン攻撃。「セイロン」もサバン砲撃を行った。
- レンティル作戦 - 1945年1月。空母「インドミタブル」、「ヴィクトリアス」、「インディファティガブル」が参加したスマトラ島の製油所空襲。
- メリディアン作戦 - 1945年1月。スマトラ島の製油所空襲。空母4隻が参加。
- ビショップ作戦 - カーニコバル島とポートブレアに対する攻撃。

戦後も各地に配備され、朝鮮戦争にも参加した。1959年にペルーへ売却。1960年2月9日に引き渡され「コロネル・ボロニェージ (Coronel Bolognesi)」となった。ペルー海軍からは1982年に退役している。